# 葛雷格·柏德
格瑞戈里·保羅·柏德（英語：Gregory Paul Bird，1992年11月9日—）為美國職棒大聯盟的一壘手。於紐約洋基出道，2015年8月13日初登板，不過因為傷勢影響表現，並沒有長期在大聯盟出賽的表現與紀錄。

## 職業生涯

### 小聯盟
2011年大聯盟選秀，柏德於第5輪以捕手身分被紐約洋基選中。後來轉戰一壘手。
2011年，柏德在新人聯盟繳出打擊三圍.337/.450/.494的成績。2013年，柏德在1A的打擊三圍為.288/.428/.511，並擊出20支全壘打，獲得107次保送。
2014年，柏德在高階1A的打擊率為2成77，擊出7支全壘打，32分打點，並升上了2A。2A球季結束後他升上秋季聯盟。柏德在亞利桑那秋季聯盟明星賽擊出了450英尺的全壘打。該季他打出6支全壘打領先整個秋季聯盟，最終獲選MVP。

### 紐約洋基

#### 2015年:菜鳥年
2015年8月13日，洋基宣布將柏德升上大聯盟，做為馬克·塔克薛拉的候補。當晚，柏德即在大聯盟亮相，但是5個打數無安打。8月15日，柏德面對藍鳥隊後援投手LaTroy Hawkins擊出大聯盟首安。8月17日，馬克·塔克薛拉因觸身球造成腿部受傷而該季提前報銷，柏德便成為洋基先發一壘手。
8月19日，面對雙城隊投手厄文·桑塔那，柏德擊出大聯盟首轟。9月22日，柏德在10局上面對藍鳥隊擊出致勝3分砲。該季他打擊率2成61，3成43上壘率。該年46場比賽157個打席，柏德擊出11支全壘打，31分打點。

#### 2016年
2015-16的休賽季，柏德右肩膀受傷，後檢驗出來為肩盂脣撕裂，整季報銷。

#### 2017年
春訓時，柏德展現他傷癒後的打擊水準，擊出8支全壘打，和布萊斯·哈波並列第一。在表演賽中，柏德在太陽信託球場擊出首轟。
5月2日，柏德因為右腳踝擦傷休息10天。7月，柏德右腳三角骨受傷，因此手術切除骨頭。8月26日，柏德從60天傷兵名單回歸。例行賽結束，他擊出8支全壘打，打擊率2成53。
2017年美國聯盟分區賽第三戰，柏德面對印地安人最強牛棚投手安德魯·米勒擊出超前陽春砲，這也僅僅是米勒三年來被左打者打的第2轟而已，最終洋基1比0贏球。2017年美國聯盟冠軍賽最終戰，柏德擊出飛球出局，洋基無緣世界大賽。該年季後賽，柏德的打擊三圍為.244/.426/.512，敲出3支全壘打，6分打點。

#### 2018年
3月26日，柏德因為進行腳踝骨刺移除手術而缺席6至8週。後來手術也順利成功，柏德的骨刺也成功移除。不過柏德在這一年的成績不太理想，打擊率僅1成99，11轟38分打點。後來洋基透過交易得到一壘手Luke Voit取代柏德的位置。

#### 2019年
4月16日，柏德因為左腳足底筋膜撕裂傷而進入傷兵名單。這也迫使洋基提前將新秀Mike Ford升上大聯盟。他在5月12日進入60天傷兵名單，隨後也缺席整個賽季。
同年11月20日，洋基隊忍痛將大小傷勢不斷的柏德給指定讓渡，使其成為自由球員。

### 德州遊騎兵
2020年2月4日，柏德與遊騎兵簽下小聯盟合約。不過這年他因為受傷完全沒有上場，最後他在8月11日遭到指定讓渡。

### 費城費城人
2020年9月15日，柏德與費城人簽下小聯盟合約。

### 科羅拉多洛磯
2021年2月11日，柏德與洛磯簽下小聯盟合約，並受邀參加大聯盟春訓。

### 多倫多藍鳥
2022年3月10日，柏德與藍鳥簽下小聯盟合約。他在4月4日遭到球隊釋出。

### 重返洋基
被藍鳥釋出後不久，洋基以小聯盟合約再次簽下柏德。

## 外部連結
- 球員資訊和成績在MLB，ESPN，Baseball-Reference，Fangraphs，The Baseball Cube（英文）
- 葛雷格·柏德在台灣棒球維基館上的頁面（繁體中文）